# Yumi Adachi
Yumi Adachi (安達祐実?, Yumi Adachi; Taito, 14 settembre 1981) è un'attrice e cantante giapponese.
Nata Yumi Hasegawa, ha debuttato nella moda all'età di due anni, ha debuttato nella musica J-pop nel 1993 e un anno dopo è diventata attrice.

## Filmografia

### Cinema
1. REX 恐竜物語 (REX Kyōryū Monogatari) (1993)
2. Hero Interview (ヒーローインタビュー; Hīrō intabyū) (1994)
3. Homeless Child (家なき子; Ie naki ko) (1994)
4. Lupin III - Le profezie di Nostradamus (ルパン三世 くたばれ！ノストラダムス; Rupan sansei: kutabare! Nosutoradamusu) (1995)
5. 機関車先生 (Kikansha sensei) (1997)
6. お墓がない！ (Ohaka ga nai!) (1998)
7. 稚内発 学び座 (Wakkanai hatsu Manabiza) (1999)
8. The Boy Who Saw the Wind (風を見た少年; Kaze o mita shounen) (2000)
9. Tracing Jake (伝説のワニ ジェイク; Densetsu no wani Jeiku) (2004)
10. Loft (ロフト; Rofuto) (2005)
11. Anpanman movie (2006) (Narrator)

### Televisione
- 積木くずし真相 (Tsumiki-kuzushi: Shinsō)
- Dollhouse (ドールハウス; Dōru hausu)
- 大奥 (Ō-oku, lit. "harem")
- Good Combination
- シンデレラは眠らない (Shinderera wa nemuranai; lit. "Cinderella doesn't sleep")
- Virtual Girl
- ガラスの仮面 (Garasu no kamen)
- 聖龍伝説 (Seiryǔǔ densetsu, lit. "Legend of Seiryu")
- ひとつ屋根の下 (Hitotsu yane no shita)
- 学校が危ない (Gakkou ga abunai, lit. "school is dangerous")
- Mito Kōmon Part 40 Episode 2, guest-starred as Omon
- xxxHOLiC (2013)

### Doppiaggio
- Red Ninja: End of Honor (videogioco) (2003), Kurenai

## Discografia
1. Viva!AMERICA (18 December 1996)
2. BiG (16 December 1995)
3. ラブピース (3 March 1994)
4. I Have a Dream (22 September 1997)